# Mirafra ashi
A Mirafra ashi a madarak osztályának verébalakúak (Passeriformes) rendjébe, ezen belül a pacsirtafélék (Alaudidae) családjába tartozó faj.

## Rendszerezése
A fajt Peter R. Colston angol ornitológus írta le 1982-ben. Tudományos faji nevét John Sidney Ash brit ornitológus tiszteletére kapta.

## Előfordulása
Afrika keleti részén, Szomália délkeleti tengerparti részén honos. Természetes élőhelyei a szubtrópusi és trópusi száraz gyepek. Állandó, nem vonuló faj.

## Megjelenése
Testhossza 17 centiméter, testtömege 31-42 gramm.

## Természetvédelmi helyzete
Az elterjedési területe nagyon kicsi, egyedszáma 2500-9999 példány közötti és csökken. A Természetvédelmi Világszövetség Vörös listáján veszélyeztetett fajként szerepel.